# Мирољуб Трошић
Мирољуб Трошић (Трстеник, 20. септембар 1948 — Медвеђа, 25. фебруар 2020) био је српски телевизијски и филмски аматерски глумац.

## Биографија
Рођен је 20. септембра 1948. године на макадамском путу између Медвеђе и Велике Дренове. Основну школу је завршио у родној Медвеђи, после које одлази у средњу музичку школу у Нишу, коју са успехом завршава. После средње школе одмах се запослио на месту наставника музичке културе, у основној школи. Након тога уписује музичку Академију коју није завршио. Радио је 23 године као наставник музичке културе у основним школама, највише на територији општине Врњачка Бања.
У недостатку квалификације 1993. године остаје без посла. Оженио се 1980. године, добио сина Светозара 1981. и ћерку Славицу 1982. године, од којих има четворо унучади. Године 2007, Радош Бајић му је понудио улогу у серијалу Село гори а баба се чешља, те је у том пројекту играо наредних десет година и био један од насловних јунака. Преминуо је 25. фебруара 2020. године. Неколико месеци касније, у селу Медвеђа осликан је мурал са његовим ликом.

## Филмографија
| Год.       | Назив                      | Улога |
| ---------- | -------------------------- | ----- |
| 2000-те    |                            |       |
| 2009.      | Село гори... и тако        | Ђода  |
| 2010-те    |                            |       |
| 2011.      | Нова Година у Петловцу     | Ђода  |
| 2013.      | Равна Гора (ТВ серија)     | овчар |
| 2016.      | Браћа по бабине линије     | Ђода  |
| 2007—2017. | Село гори, а баба се чешља | Ђода  |